# 504 Cora
Az 504 Cora a Naprendszer kisbolygóövében található aszteroida. Solon Irving Bailey fedezte fel 1902. június 30-án.

## Kapcsolódó szócikk
- Kisbolygók listája